# 遁術
遁術（とんじゅつ）は、忍術のうち、敵から隠れたり逃げたりするための術。隠形術とも言う。江戸時代に成立した忍術書『万川集海』では、「隠形術四箇条」が隠忍の術として記載されている。
漫画などのフィクション作品では、戦闘で相手を攻撃するために使用される（例・火遁=口から火を吹く）描写があるが、歴史上の忍術においては、遁術は目的のために敵方から身を隠したり、追っ手をかわすための技術である。
- 木遁 - 樹木、材木、草原、稲田、麦畑などに隠れて敵の目を誤魔化す術。木の葉を利用する物を木の葉隠れなどといい、利用対象によって、「草葉隠れ」、「柴隠れ」などと称する。木の上に登って相手をやり過ごす方法を「狸隠れ」と言うが、これも木遁の術の1つとされた。
- 火遁 - 火を利用して敵の注意をそらす術。藁や薪に火をつける。火薬を用いて火矢や火車剣を飛ばすなど。忍者の流派によっては火薬の扱いに長けており、火薬を利用した忍術があった。その名残りからか、火薬によるロケット花火の打ち上げを年間行事として現在まで伝えている地方がある。
- 土遁 - 地形を利用して身を隠す。土地の起伏、没地、低地、岩石などを利用して、敵の視界から身を隠す事を指す。隠し穴や抜け穴の利用も含まれる。夜間に手足を縮めて体を丸めて俯せになって、建物や岩陰に寄り添って気配を消す術を「ウズラ隠れの術」という。
- 金遁 - 金属を利用して逃れる方法。半鐘や鐘の乱打、敵の買収など諸説がある。（例）お金を撒いて、追手が拾っている間に逃げる。
- 水遁 - 水を利用して逃れる術。泳ぎ、水に潜り、あるいは水中に没して全身を隠す。水に大石を投げ込むことで川に飛び込んだと追手に勘違いさせて欺くことも水遁の術に含まれる。

## 文献資料
- 忍術書
  - 正忍記
  - 万川集海
- 史料
  - 旧事諮問録